# Право собственности
Право собственности — право экономического агента принимать решения относительно блага или ресурса, выбирая из некоторого не запрещенного и/или разрешенного класса решений. Юридически собственность также рассматривают как возможность владеть, пользоваться и распоряжаться некоторым ресурсом или благом. Владение, пользование и распоряжение являются отдельными полномочиями собственника, которые вместе составляют содержание права собственности. Права собственности являются объектом изучения как юриспруденции, так и экономики, однако экономическое определение собственности не всегда совпадает с юридическим. Объект права обычно называют собственностью.

## Содержание права
Право собственности рассматривают как совокупность отдельных прав или правомочий. В российском праве обычно выделяют правомочия владения, пользования и распоряжения.
1. Владение связано с физическим обладанием вещью. Под обладанием понимается в том числе и доступ к месту, где вещь находится.
2. Пользование связано с возможностью извлекать выгоды из неё.
3. Распоряжение означает возможность решать юридическую судьбу вещи (возможность продать, подарить, отдать в аренду, уничтожить и т. д.).

Одним из первых, кто описал на русском языке право собственности с позиции совокупности трёх правомочий (так называемая триада правомочий: владение, пользование и распоряжение) был В. Г. Кукольник (1765−1821).
Отдельные правомочия могут быть переданы другому агенту на основании соглашения или по закону. Передача всех трех правомочий означает переход права собственности. Примерами передачи отдельных правомочий могут служить:
1. Договор аренды предполагает передачу владения и/или пользования. Правомочие пользования может быть передано и без физической передачи вещи. Например, пользование сетевой инфраструктурой.
2. Доверенность на продажу предполагает передачу правомочия распоряжения доверенному лицу. При этом после продажи право собственности перейдет третьей стороне.
3. Хранение предполагает передачу правомочия владения.

Существует также во многом сходная теория пучков права собственности, в которой право собственности рассматривается как набор элементарных прав. Наиболее известна классификация Энтони Оноре, которая включает одиннадцать правомочий:
- право владения, то есть право на физический контроль над вещью;
- право пользования, то есть право на личное использование вещи;
- право управления, заключающееся в определении того, как и кем будет использована данная вещь;
- право на доход, то есть право на получение благ, проистекающих от непосредственного использования данной вещи или разрешения пользоваться ею другим индивидам;
- право на остаточную стоимость, то есть право на изменение формы, перемещение или уничтожение вещи;
- право на безопасность, заключающееся в иммунитете от экспроприации;
- право на переход вещи по наследству или по завещанию;
- бессрочность, то есть отсутствие временных границ в осуществлении правомочий;
- ответственность за вредное использование, то есть отрицательное правомочие, состоящее в запрете использовать вещь, создавая отрицательные внешние эффекты;
- ответственность в виде взыскания, состоящая в возможности отчуждения вещи в качестве уплаты долга;
- конечные права, состоящие в естественном возврате переданных кому-либо правомочий по истечении срока договора или иной причине.

Отдельные права из пучка могут быть переданы по соглашению (контракту) другому агенту. При этом у собственника остается остаточное право контроля над собственностью.
Экономическое определение собственности не всегда совпадает с юридическим. Примером несовпадения может служить ресурс общего доступа. Если водоем не находится ни в чьей собственности, то юридически собственности нет. Однако если им может свободно пользоваться для отдыха каждый, то экономически каждого из агентов-пользователей можно рассматривать как собственника, поскольку он принимает решение относительно водоема из класса не запрещенных использований.

## Режим прав
Благо или ресурс могут быть ничьими (бесхозяйными). Бесхозяйной является вещь, которая не имеет собственника или собственник которой неизвестен либо, если иное не предусмотрено законами, от права собственности на которую собственник отказался. Право собственности на бесхозяйные движимые вещи может быть приобретено в силу приобретательной давности. Существуют также следующие режимы собственности:
1. Частная собственность, при которой точно определён собственник, индивидуальный или институциональный. Примером может служить квартира, принадлежащая одному человеку.
2. Коллективная собственность, при которой есть четко очерченный круг собственников. Примером может служить общее имущество многоквартирного дома.
3. Собственность (ресурс) общего доступа, при котором доступ имеет любой желающий. Примером может служить озеро, где свободно можно ловить рыбу.
4. Государственная собственность. Примером может служить военный объект.

Выбор режима собственности зависит от общественного устройства, целей собственника, относительной эффективности режима и многих других факторов. Например, государственная собственность будет преобладать в плановой экономике. В рыночной экономике государство может владеть собственностью, необходимой для исполнения своих функций, либо в тех случаях, когда другие режимы собственности невозможны.
В экономической теории считается, что наиболее эффективной является частная собственность, так как она создает максимальные стимулы для собственника. Кроме того, собственник обычно владеет всей необходимой информацией о своей собственности в отличие от других лиц и государства. Наличие нескольких собственников или их неограниченного круга может приводить к конфликтам целей и/или интересов. Например, ресурс общего доступа может использоваться слишком интенсивно из-за несогласованных действий. Возникает трагедия общих ресурсов. Трагедия общин может преодолеваться за счет согласованных действий собственников в условиях сопроизводства.
Неэффективное использование государственной собственности также может быть следствием недостаточных стимулов государственных служащих. Переход права собственности от государства к частным лицам называется приватизацией и обычно влечет за собой повышение эффективности её использования. Обратный процесс называется национализацией.

## Внешние эффекты
Использование собственности может сказываться на других экономических агентах, которые не вовлечены в процесс. Такое воздействие называется экстерналией, или внешним эффектом. Например, загрязнение водоема промышленными предприятиями является отрицательной экстерналией. Устранению экстерналий способствуют:
- более четкое определение прав собственности. Например, если бы у водоема был собственник, то у него было бы право требовать возмещения ущерба. Если собственником является само предприятие, то проблема решается сама собой. Если собственником является другой агент, то возможно урегулирование ущерба путем добровольных (коузианских) соглашений;
- улучшение защиты прав собственности; например, предоставление пострадавшей стороне права на возмещение и подачу иска к причинителю ущерба.

## Переход права
Обмен правами собственности называется трансакцией. Издержки, связанные с передачей права собственности называются трансакционными. В отсутствие трансакционных издержек справедлива теорема Коуза.

Если права собственности четко определены и трансакционные издержки равны нулю, то первоначальное распределение прав собственности будет нейтрально по отношению к конечному распределению прав собственности. В конце концов за счет трансакций будет достигнуто эффективное распределение.

При достаточно высоких трансакционных издержках переход права собственности от менее эффективного к более эффективному собственнику может быть затруднен, даже если сделка взаимовыгодна (в отсутствие таких издержек).